# 科斯季诺市镇
科斯季诺市镇（俄语：Костинское муниципальное образование）是俄罗斯联邦伊尔库茨克州下乌金斯克区所属的一个市镇。其下辖有1个居民点，行政中心为科斯季诺。据2016年统计，该市镇的人口为985人。